# Дјед Драгич
Дјед Драгич је био поглавар босанских хришћана који је управљао Црквом босанском отприлике између 1182. и 1205. године. 
Заједно са другим поглаварима босанске цркве 8. априла 1203. је потписао Билинопољску изјаву, којом су, пред папиним изасланицима, изјавили да се одричу раскола, и да ће признавати римску цркву као мајку.
Дјед Драгич се помиње у Списку дједова цркве босанске на страници Баталовог еванђеља из 14. века.